# Chalidżi

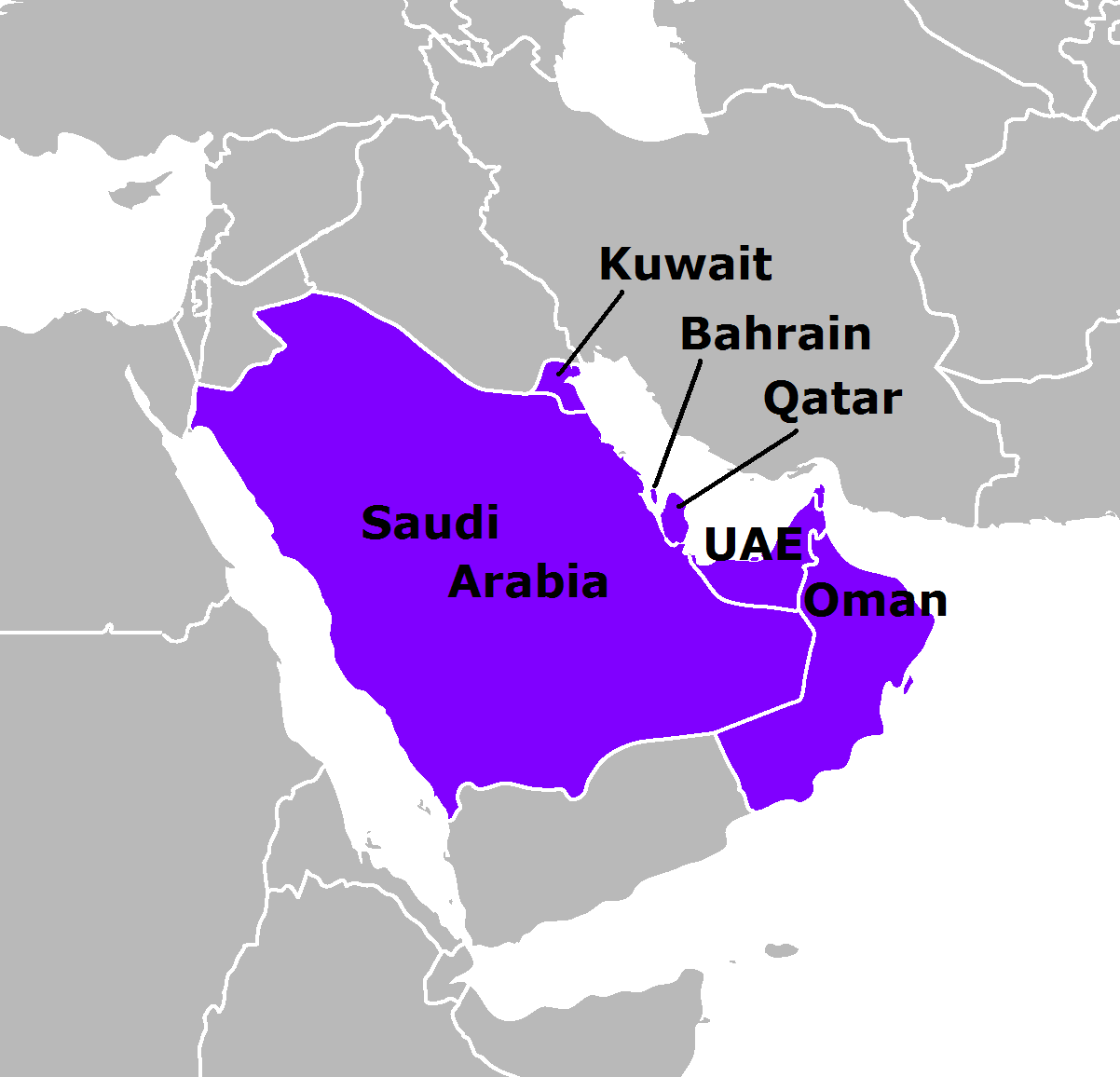
Państwa Rady Współpracy Zatoki Perskiej

Chalidżi (arab. خليجي, ang. Khaleeji) – proponowana waluta Rady Współpracy Zatoki Perskiej. Nowa waluta miała zostać wprowadzona pomiędzy 2013 a 2020 r., zastępując riala saudyjskiego, dinara kuwejckiego, riala katarskiego i dinara bahrajskiego. Przystąpienie do unii rozważały Zjednoczone Emiraty Arabskie i Oman. Początkowo debiut chalidżi planowano na 2010 r.
Nazwa nawiązuje do arabskiego wyrazu oznaczającego zatokę.